# Trichydra
Trichydra is een geslacht van neteldieren uit de familie van de Trichydridae.

## Soort
- Trichydra pudica Wright, 1857